# Universidad de Catar
La Universidad de Catar (en árabe,  جامعة قطر  ) es la universidad más grande e importante en Catar. Las asignaturas se imparten en árabe, aunque algunas relacionadas con las finanzas también en inglés. En los últimos años el 73 % de su alumnado han sido mujeres. 